# 里海旋覆花
里海旋覆花（学名：Inula caspica）为菊科旋覆花属的植物。分布在伊朗、俄罗斯以及中国大陆的新疆等地，生长于海拔270米至1,580米的地区，一般生长在盐化草甸、洼地及干旱荒地，目前尚未由人工引种栽培。